# Miejska Biblioteka Publiczna w Katowicach
Miejska Biblioteka Publiczna w Katowicach – samorządowa instytucja kultury, której organizatorem jest Miasto Katowice, służąca zaspokajaniu potrzeb edukacyjnych, informacyjnych i kulturalnych ogółu społeczeństwa oraz uczestnicząca w upowszechnianiu wiedzy i kultury.

## Historia
Miejska Biblioteka Publiczna w Katowicach powstała z inicjatywy społecznej w maju 1945 r. Początkowo siedziba biblioteki mieściła się przy ul. Mariackiej 17, w lokalu po byłej niemieckiej bibliotece publicznej. Wkrótce placówkę przeniesiono do pomieszczeń mieszkaniowych przy placu Wolności 9. Pierwszym kierownikiem biblioteki był Jerzy Kozubowski. Inicjatywę powstania publicznej biblioteki miejskiej sankcjonował Dekret Krajowej Rady Narodowej z dnia 17 kwietnia 1946 roku. Na mocy tegoż Dekretu biblioteka otrzymała nazwę Miejska Biblioteka Publiczna. Przystępując do organizowania biblioteki ogłoszono apel do mieszkańców miasta o składanie w formie darów książek polskich, posiadanych we własnych zbiorach, bądź przechowywanych w czasie wojny, a należących do innych bibliotek. Na apel odpowiedziało niewiele osób. Aby zasilić księgozbiór, postawiono jako jeden z warunków korzystania z biblioteki, ofiarowanie co najmniej jednej książki do jej zbiorów. W roku 1945 zebrano 1749 książek, z których korzystało 206 czytelników, a liczba wypożyczeń wyniosła 1207 woluminów. Wypożyczalnia przy placu Wolności funkcjonowała  jako jedyna do 1948 r. Rozwój sieci placówek MBP datuje się od 1949 r. Powstają kolejne wypożyczalnie: w Śródmieściu, Bogucicach, Załężu, Dębie oraz Ligocie. Zostaje również otwarta czytelnia ogólna przy ul. Młyńskiej 5. W 1950 r. Biblioteka przejmuje placówki ze zlikwidowanego powiatu Katowice: w Wełnowcu, Ochojcu, Piotrowicach i Panewnikach.
Pieczę nad działalnością placówek sprawowała Centrala mieszcząca się w budynku przy placu Wolności 9.
Po przyłączeniu Szopienic do Katowic w roku 1960, Miejska Biblioteka Publiczna powiększa swą sieć o siedem filii: dwie placówki w centrum Szopienic, Janowie, Wilhelminie, Dąbrówce Małej, Borkach i Kolonii Agnieszki Amandy. W 1971 r. zostaje otwarta pierwsza biblioteka na osiedlu Tysiąclecia, a w roku 1975 z terenu byłego powiatu tyskiego do sieci placówek MBP włączono biblioteki w Murckach, Kostuchnie i Podlesiu. Lata osiemdziesiąte to m.in. otwarcie dużej biblioteki przy ul. Grzyśki na granicy Brynowa i Ligoty.
W latach 1956–1959 Biblioteka została połączona z Wojewódzką Biblioteką Publiczną i funkcjonowała pod nazwą Wojewódzka i Miejska Biblioteka Publiczna w Katowicach. Podobną próbę wspólnego działania obu Bibliotek podjęto jeszcze w latach 1977–1986. Po rozłączeniu instytucji, Miejskiej Bibliotece Publicznej przyznano lokal na pierwszym piętrze biurowca przy ul. Kossutha 11 na osiedlu Witosa, gdzie przeniesiono dyrekcję Biblioteki z kamienicy przy placu Wolności 9. W tym miejscu do dziś znajduje się główna siedziba Miejskiej Biblioteki Publicznej w Katowicach.
W 1997 r. Biblioteka zakupiła system biblioteczny PROLIB i rozpoczęła proces komputeryzacji. Pierwszą elektroniczną wypożyczalnię uruchomiono w 2006 r.

## Struktura organizacyjna
Sieć biblioteczna Miejskiej Biblioteki Publicznej w Katowicach zbudowana jest z 35 filii znajdujących się we wszystkich dzielnicach Katowic.
- Filia nr 1 z Oddziałem Książki Mówionej – ul. Juliusza Ligonia 7, Śródmieście
- Filia nr 3 – ul. Gliwicka, Załęże
- Filia nr 4 – ul. Józefa Poniatowskiego 14, Śródmieście
- Filia nr 5 − ul. Braci Mniejszych 2, Ligota
- Filia nr 6 – ul. Bytomska 8a, Wełnowiec
- Filia nr 7 – ul. Franciszkańska 25, Ligota
- Filia nr 8 – ul. Brynowska 53 a, Brynów
- Filia nr 9 – ul. gen. Zygmunta Waltera-Jankego 183, Piotrowice
- Filia nr 10 − ul. ks. Radockiego 70 a, Ochojec
- Filia nr 11 − ul. Michała Grażyńskiego 47, Koszutka
- Filia nr 12 − ul. Witosa 18 B, os. W. Witosa
- Filia nr 13 – ul. Młyńska 5, Śródmieście
- Filia nr 14 − ul. Piastów 20, os. Tysiąclecia
- Filia nr 15 − ul. Przyjazna 7 a (SP nr 51), Giszowiec
- Filia nr 16 − ul. Wincentego Wajdy 21, Bogucice
- Filia nr 17 − ul. Krzyżowa 1, Dąb
- Filia nr 18 − ul. Studencka 16, Ligota
- Filia nr 19 – ul. Obrońców Westerplatte 10, Szopienice

- Filia nr 20 – ul. Strzelców Bytomskich 21 b, Dąbrówka Mała
- Filia nr 21 – ul. Zamkowa 45, Janów
- Filia nr 22 − ul. Słowiańska 1, os. Kukuczki
- Filia nr 23 − ul. I. Paderewskiego 65, os. Paderewskiego
- Filia nr 24 – al. W. Roździeńskiego 88 a, Śródmieście
- Filia nr 25 − ul. Chrobrego 2, os. Tysiąclecia
- Filia nr 26 − ul. Goetla 2, Murcki
- Filia nr 27 – ul. Szarych Szeregów 62, Kostuchna
- Filia nr 28 − ul. Uniczowska 36, Podlesie
- Filia nr 30 − ul. Rybnicka 11, Śródmieście
- Filia nr 31 − ul. K. Marcinkowskiego 4c, Zawodzie
- Filia nr 32 − ul. Grzyśki 19 a, Ligota
- Filia nr 33 – ul. Leopolda Markiefki 44, Bogucice
- Filia nr 34 Centralny Szpital Kliniczny − ul. Medyków 14, Ligota
- Filia nr 35 Obcojęzyczna – ul. Juliusza Słowackiego 20, Śródmieście
- Filia nr 36 – ul. gen. Józefa Hallera 28, Szopienice
- Filia nr 38 Górnośląskie Centrum Zdrowia Dziecka i Matki − ul. Medyków 16, Ligota

## Zbiory
Biblioteka gromadzi i udostępnia zbiory z zakresu literatury pięknej dla dzieci i dorosłych, literatury popularnonaukowej oraz literatury w językach obcych. Ponadto prenumeruje i udostępnia bieżącą prasę.
MBP w swoich zbiorach posiada ok. 780 tys. woluminów książek tradycyjnych, ok. 37 tys. jednostek książek mówionych (na płytach CD/DVD, kasetach magnetofonowych, nagranych w formacie Czytak) oraz ponad 500 gier planszowych.

## Działalność
Od lat pracownicy Miejskiej Biblioteki Publicznej w Katowicach prowadzą działalność proczytelniczą, daleko wykraczającą poza wypożyczanie i udostępnianie zbiorów. Motto biblioteki brzmi Czytaj dla odmiany, i to właśnie pod tym hasłem odbywają się wszystkie organizowane w MBP Katowice spotkania autorskie i warsztaty literackie.
Ferie z Książką, Lato z Książką
Sztandarowymi akcjami MBP są akcje Lato i Ferie z Książką – organizowane w wakacje oraz ferie zimowe, już od ponad 30 lat. Każdego roku odbywają się pod innym hasłem przewodnim, a wybrane filie organizują związane z nim spotkania autorskie, warsztaty literacko-artystyczne i inne zajęcia dla dzieci spędzających ferie i wakacje w mieście. W 2020 roku, ze względu na pandemię koronawirusa i wprowadzone w związku z nią obostrzenia, po raz pierwszy Lato z Książką zorganizowane zostało wirtualnie. Zajęcia odbywały się pod hasłem Biblioteka naturalnie i poświęcone były ekologii i dbałości o środowisko. Także Ferie z Książką w 2021 roku odbyły się wirtualnie, a ich hasło przewodnie Książkowy ReMiks nawiązywało do wszystkich akcji feryjnych sprzed lat. W 2021 roku Lato z Książką odbywać się będzie w filiach oraz w plenerze; jego hasło brzmi Słowa mają moc.
Czytanie na dywanie
Od 2016 roku, w każdy wtorek w wybranych filiach (oraz w kilku – w środę) odbywa się Czytanie na dywanie. To wspólne, głośne czytanie bajek najmłodszym dzieciom przez bibliotekarzy, ale również z aktywnym udziałem rodziców lub dziadków. Czytanie na dywanie odbywało się wcześniej przez wiele lat jako Bajka z ciastkiem.
Niedorośli/Dorośli
Cykl spotkań i warsztatów Niedorośli/Dorośli organizowanych w 2019 roku, których celem była promocja biblioteki jako miejsca wielopokoleniowego – dla dzieci, młodzieży, rodziców i dziadków. Cykl został dofinansowany ze środków MKiDN. Gośćmi biblioteki w ramach projektu Niedorośli/Dorośli byli m.in. Marcin Szczygielski, Jurek Zielonka, Marta Guzowska czy Bożena Bałczewska z Wydawnictwa Mała Kurka, polskiego wydawcy książek Davida Walliamsa.
Kluby Gier Planszowych, Wypożyczalnie Gier Planszowych
Od września 2016 roku w kilku filiach MBP Katowice działają Kluby Gier Planszowych, powołane do życia we współpracy z wydawnictwem gier planszowych Granna. Spotkania odbywają się cyklicznie, najczęściej raz w miesiącu, a dział w nich biorą najmłodsi miłośnicy planszówek. 
W drugim półroczu 2020 roku otwarto, dzięki głosom oddanym w Budżecie Obywatelskim, wypożyczalnie gier planszowych. Dzięki temu, do jedynej w sieci Filii nr 17 w Dębie, która wypożyczała do tej pory planszówki, dołączyły filie 3, 10, 11, 14, 19, 26, 27 i 30. 
Gry wypożyczane do domu są czytelnikom którzy ukończyli 13 r. ż., nie mają zaległości wobec biblioteki oraz wpłacą kaucję zwrotną.
Laboratorium Sztuki, Kreatywna Biblioteka
Wybrane filie prowadzą cykliczne zajęcia i warsztaty plastyczne dla dzieci. Każde spotkanie poświęcone jest innej technice – malunkowi, rysunkowi, origami, wycinankom etc. Ze względu na pandemię, spotkania w 2020 i 2021 roku zostały przeniesione do Internetu, gdzie bibliotekarze publikują filmiki instruktażowe. 
Mądre Zwierzę
Mądre Zwierzę to cykl spotkań, organizowany od 2019 roku, dedykowany czytelnikom w każdym wieku. Ideą jego jest propagowanie wiedzy i świadomości ekologicznej, zachęcenie czytelników do innego spojrzenia na towarzyszące nam zwierzęta i roślinność. Gośćmi biblioteki, którzy spotkali się z czytelnikami w ramach cyklu Mądre Zwierzę, byli do tej pory m.in. Vegenerat Biegowy, Witold Szwedkowski – założyciel pierwszego w Polsce schroniska dla niechcianych roślin, Marcin Szumowski - dziennikarz i miłośnik przyrody, Marek Pióro – promotor ptasiarstwa w Polsce, Dariusz Gzyra – autor książki „Dziękuję za świńskie oczy. Jak krzywdzimy zwierzęta”, Adam Pluszka – twórca serii Eko w Wydawnictwie Marginesy oraz Marta Sapała – autorka książki „Na marne”. W ramach cyklu czytelnicy wzięli udział w spotkaniach organizowanych w bibliotece, ale również w spacerach m.in. śladami dzikiego ptactwa zamieszkującego okolice katowickiego Stawu Maroko oraz poznawali drzewa porastające Osiedle Tysiąclecia; dzieci miały okazję brać udział w warsztatach literacko-edukacyjnych Tektokracja.
Dyskusyjne Kluby Książki
W Miejskiej Bibliotece Publicznej w Katowicach działa 10 Dyskusyjnych Klubów Książki. To inicjatywa powstała dzięki współpracy Bibliotek Wojewódzkich z Instytutem Książki, adresowana głównie do czytelników bibliotek publicznych. 
W MBP Katowice działa 5 klubów dla dzieci i młodzieży (Filie nr: 5 Młodzieżowa, 12, 14, 16,36) oraz 5 dla dorosłych (Filie nr: 3, 7, 13, 25, 30). Oprócz oficjalnych spotkań DKK, w Filii nr 1 odbywają się literackie spotkania dyskusyjne dla dorosłych pod nazwą „Pogaduchy książkowe”. Udział we wszystkich spotkaniach jest dobrowolny i bezpłatny, co pewien czas w ramach DKK odbywają się spotkania autorskie, częściowo lub w całości sfinansowane ze środków Instytutu Książki.
Wielokulturowy Śląsk
Zainaugurowany w 2016 roku cykl spotkań Wielokulturowy Śląsk, ma za cel podjęcie próby przybliżenia obecności mniejszości etniczno-religijnych na Górnym Śląsku. Do współpracy przy inicjatywie zapraszane są osoby reprezentujące m.in. śląskie instytucje kulturalne, religijne, organizacje pozarządowe czy osoby zajmujące się tematyką mniejszości. Do tej pory gościliśmy w Bibliotece m.in. Nairę Ayvazyan – śpiewaczkę operową o ormiańskich korzeniach, Dariusza Walerjańskiego – społecznego opiekuna zabytków żydowskich na Śląsku, Hammama Yousefa – współtwórcę ruchu na rzecz pokojowej rewolucji w Syrii Syrian Nonviolence Movement, ks. Tomasza Pieczko – proboszcza parafii ewangelicko-reformowanej w Zelowie, czy Olgę Żebracką – aktywistkę Białorusinów na Śląsku.
Nie-zwykli
Cykl spotkań Nie-zwykli odbywa się w MBP Katowice od października 2017 roku. Gośćmi w ramach cyklu są osoby, które mimo różnych dysfunkcji i trudności życiowych prowadzą aktywny tryb życia, spełniają marzenia. Biblioteka gości również osoby udzielające się społecznie, przedstawicieli organizacji działających na rzecz osób niepełnosprawnych, wykluczonych i dyskryminowanych. Naszymi gośćmi byli m.in. Janusz Świtaj z Fundacji Anny Dymnej „Mimo Wszystko”, Przemysław Sobieszczuk – mówca motywacyjny chorujący na pęcherzowe oddzielanie się naskórka (EB) czy Jacek Noch – stand-uper chorujący na stwardnienie rozsiane.
Czytelnicy-podróżnicy
Pod szyldem Czytelnicy-podróżnicy odbywają się w MBP Katowice spotkania podróżnicze. W czasie spotkań goście prezentują zdjęcia i filmy z wypraw po Polsce, Europie, ale i najdalszych zakątków Świata.
Biblioteczny Klub Seniora
Od 2017 roku odbywające się w Bibliotece spotkania dla osób w wieku 65+ należą do cyklu Biblioteczny Klub Seniora  - są to m.in. spotkania autorskie, warsztaty artystyczne, nauka gry w szachy, przedstawienia teatralne.
Zdrowie w Bibliotece
Spotkania, warsztaty i prelekcje poświęcone dbałości o zdrowie odbywają się pod hasłem Zdrowie w Bibliotece. Czytelnicy biorą udział w spotkaniach z instruktorami jogi, wykwalifikowanymi dietetykami, zielarzami, sportowcami, lekarzami, miłośnikami ekologii, działaczami na rzecz ochrony środowiska czy praktykami medycyny naturalnej.
Letnia Szkoła Czytania Poezji
Letnia Szkoła Czytania Poezji to prowadzony w wakacje 2019 cykl spotkań, których ideą było nie tylko wspólne czytanie poezji czy spotkanie z poetą, ale również poznanie sylwetek różnych twórców oraz poznanie poezji śpiewanej. W ramach LSzCzP gościliśmy poetów Jacka Dehnela i Wojciecha Bonowicza, wysłuchaliśmy koncertu poezji śpiewanej Grzegorza Paczkowskiego oraz bytomskiego pieśniarza i poety Wiesława Ciecieręgi. 
Dni Kultury Żydowskiej
Dni Kultury Żydowskiej  (wcześniej Tydzień Kultury Żydowskiej) to organizowany corocznie festiwal kultury, sztuki i historii żydowskiej, kierowany do dzieci i dorosłych. W 2021 roku odbyła się piąta edycja, pod patronatem Magazynu Żydowskiego Chidusz oraz Dziennika Zachodniego. W czasie DKŻ spotykamy się z pisarzami, dziennikarzami, badaczami historii, miłośnikami kultury żydowskiej. Na zakończenie odbywa się zwiedzanie cmentarza żydowskiego w Katowicach, pod przewodnictwem Dariusza Walerjańskiego – badacza historii Żydów na Śląsku i społecznego opiekuna żydowskich zabytków.
Konferencje dla bibliotekarzy
Miejska Biblioteka Publiczna w Katowicach trzykrotnie zorganizowała konferencje szkoleniowe dla pracowników bibliotek szkolnych i publicznych z regionu. Prelegentami oraz prowadzącymi warsztaty były osoby uznane w środowisku – pisarze, ilustratorzy, specjaliści od literatury dziecięcej, gier planszowych, animacji zabaw oraz bibliotekarze-praktycy. 
Pierwsza konferencja – Wejdź do gry. Kultura czytania i twórczego działania w bibliotece – odbyła się w dn. 2021 października 2017 r. i poświęcona była współczesnym trendom czytelniczym wśród dzieci i młodzieży oraz grywalizacji w bibliotekach.
Druga konferencja – OBRAZ/słowo/Biblioteka - poświęcona była pracy bibliotekarza z książką obrazkową oraz komiksem, pozwalającej na efektywne wykorzystanie ich w działaniach proczytelniczych. Konferencja odbyła się w dn. 15 i 16 listopada 2018 r.
Trzecia konferencja (14 listopada 2019 r.) Literatura/RODZINA/Biblioteka koncentrowała się na literaturze i działaniach kierowanych do dzieci i rodzin. 
Srebrna Książka
Katowicka Srebrna Książka dla Seniora to rozszerzenie dotychczasowej akcji Książka na telefon. Odbiorcami Srebrnej Książki są seniorzy oraz osoby z niepełnosprawnościami, które nie są w stanie osobiście odwiedzić biblioteki, a nie chcą tracić kontaktu z kulturą. Czytelnik kontaktuje się z wybraną filią, przekazuje bibliotekarzowi listę książek lub audiobooków do wypożyczenia; zamówienia dostarczane są czytelnikowi pod wskazany przez niego adres na okres jednego miesiąca. Po przeczytaniu książek czytelnik powiadamia bibliotekarza o możliwości ich odbioru i po ustaleniu terminu książki są od czytelnika odbierane.
Akcja Srebrna Książka działa na terenie Katowic, usługa jest bezpłatna. 
Festiwal Góry-Literatura-Biblioteka
Od marca 2019 r. odbyły się dwie edycje festiwalu Góry-Literatura-Biblioteka. Gośćmi Biblioteki były osoby związane na co dzień zarówno z górami, jak i piórem: instruktorzy wspinaczki, podróżnicy, utytułowani himalaiści i alpiniści, przewodnicy górscy, dziennikarze, pisarze – pasjonaci gór. Patronat medialny nad obiema edycjami objął Taternik – polski magazyn dla miłośników gór, ukazujący się od 1907 roku. 
W obu edycjach gościliśmy m.in. alpinistę Szymona Żoczka, himalaistę Ryszarda Pawłowskiego, zdobywcę wulkanów Grzegorza Gawlika, himalaistę Krzysztofa Wielickiego, Barbarę Jendrzejczyk – autorkę filmu dokumentalnego o Tomku Mackiewiczu, fotografa Wojciecha Kukuczkę, alpinistkę i himalaistę Magdalenę Gorzkowską, Michała Sobalę – przewodnika beskidzkiego, Mirosława Pietraszewskiego – byłego alpinistę, poruszającego się na wózku podróżnika, Dariusza Kortko i Marcina Pietraszewskiego – autorów biografii Krzysztofa Wielickiego „Piekło mnie nie chciało”. 
Newsletter
Pracownicy Działu Metodyki, Analiz i Promocji redagują dwa razy w miesiącu biblioteczny newsletter. Czytelnicy dowiadują się z niego m.in. o nadchodzących wydarzeniach, wystawach prezentowanych w filiach, konkursach etc.
Biblioteka w social mediach
Miejska Biblioteka Publiczna w Katowicach prowadzi stronę internetową, oficjalny fanpejdż na Facebooku, profil na Instagramie, kanał na YouTube oraz biblioteczny blog. Poszczególne filie mają również profile na Facebooku oraz Instagramie.